# Julius Nyerere
Julius Kambarage Nyerere (Boutiama, 13 de abril de 1922-Londres, 14 de octubre de 1999) fue un profesor y político tanzano, fundador y primer presidente de la actual República Unida de Tanzania desde el 29 de octubre de 1964, cuando Tanganica se unificó con Zanzíbar, hasta el 5 de noviembre de 1985. Previamente, había gobernado la colonia británica de Tanganica como ministro principal desde 1960 hasta su independencia en 1961 como una Monarquía de la Mancomunidad de Naciones, y luego como primer ministro hasta que el país se convirtió en una república presidencial el 9 de junio de 1962, tras lo cual fue elegido presidente con más del 99 % de los votos. Presidió Tanganica hasta la formación del estado tanzano moderno, del cual continuó siendo presidente. Fue miembro fundador de la Unión Nacional Africana de Tanganica (TANU), que ejerció como partido único de Tanganica desde poco después de asumir Nyerere el poder hasta 1977, cuando fundó el Partido de la Revolución (Chama Cha Mapinduzi), que presidió hasta 1990. Ideológicamente, un nacionalista africano y socialista africano, Nyerere promovió una filosofía política conocida como Ujamaa, Es venerado en la Iglesia Católica, habiendo sido declarado Siervo de Dios por el Papa Benedicto XVI, Su fiesta se celebra cada año el 14 de octubre.
Nacido en Butiama, parte de la colonia británica de Tanganica, Nyerere era el hijo de un jefe zanaki. Después de completar su educación, estudió en el Makerere College en Uganda y luego en la Universidad de Edimburgo en Escocia. En 1952 regresó a Tanganica, se casó y trabajó como profesor. En 1954, ayudó a formar la TANU, a través de la cual hizo campaña por la independencia tanganica del Imperio británico. Influido por el líder de la independencia de la India, Mahatma Gandhi, Nyerere predicó una protesta no violenta para lograr este objetivo. Elegido para el Consejo Legislativo en las elecciones de 1958-1959, Nyerere condujo a TANU a la victoria en las elecciones generales de 1960, convirtiéndose en primer ministro. Las negociaciones con las autoridades británicas dieron como resultado la independencia de Tanganica en 1961. En 1962, Tanganyika se convirtió en una república, y Nyerere fue elegido su primer presidente. Su administración persiguió la descolonización y la «africanización» de la administración pública al tiempo que promovía la unidad entre los indígenas africanos y las minorías asiáticas y europeas del país. Alentó la formación de un estado de partido único y prosiguió sin éxito la formación panafricanista de una Federación de África Oriental con Uganda y Kenia. Un motín de 1963 dentro del ejército fue suprimido con ayuda británica.
Tras la revolución de Zanzíbar de 1964, la isla de Zanzíbar se unificó con Tanganica para formar Tanzania. Nyerere puso un énfasis creciente en la autosuficiencia nacional y el socialismo. A pesar de su visión del socialismo difiere de la promovida por el marxismo, Tanzania desarrolló estrechos vínculos con la República Popular China de Mao Zedong. En 1967, Nyerere emitió la Declaración de Arusha, que esbozó su visión de la Ujamaa. Los bancos y otras grandes industrias y empresas fueron nacionalizados. La educación y la salud se expandieron significativamente. Se hizo un énfasis renovado en el desarrollo agrícola mediante la formación de granjas comunales, aunque estas reformas dificultaron la producción de alimentos y dejaron a Tanzania dependiente de la ayuda alimentaria extranjera. A nivel exterior, su gobierno proporcionó capacitación y ayuda a los grupos anticolonialistas que luchaban contra los gobiernos de la minoría blanca en Rodesia y Sudáfrica. Entre 1978 y 1979, encabezó una exitosa guerra contra Uganda, derrocando al dictador ugandés Idi Amin y reforzando el liderazgo regional de Tanzania. En 1985, Nyerere se retiró y fue sucedido por Ali Hassan Mwinyi, que invirtió muchas de las políticas de Nyerere. Permaneció como presidente del Chama Cha Mapinduzi hasta 1990, apoyando una transición a un sistema multipartidista, y más tarde sirvió como mediador en los intentos de poner fin a la guerra civil en Burundi.
Nyerere fue una figura polémica. En toda África obtuvo un amplio respeto como anticolonialista y en el poder recibió elogios por asegurar que, a diferencia de muchos de sus vecinos, Tanzania se mantuvo estable y unificada en las décadas posteriores a la independencia. Su construcción del estado de partido único (teniendo en cuenta el auge socialista) y el uso de la detención sin juicio aunque sin su supervisión personal en la mayoría de casos. condujo a acusaciones de gobernabilidad dictatorial, mientras que también se le ha achacado una mala gestión económica, por lo que decidió renunciar. Él mantiene un profundo respeto dentro de Tanzania, donde se refiere a menudo por el término honorífico Mwalimu (suajili: ‘Maestro’) y se le describe como el «Padre de la Nación».

## Biografía

### Primeros años y educación
Kambarage Nyerere nació el 13 de abril de 1922 en la ciudad de Boutiama, en Tanganica, entonces parte del Imperio británico. Fue uno de los 26 hijos de Nyerere Burito (1860-1942), jefe de los Zanaki. Comenzó la escuela primaria en Musoma a la edad de 12 años, y entró en la escuela secundaria de Tabora en 1937. Más tarde describiría la escuela de Tabora como «tan cerca de Eton como es posible en África». En 1943 fue bautizado como católico, tomando el nombre de «Julius». Recibió una beca para ir a la Universidad Makerere en Kampala, Uganda. Allí, Nyerere fundó la Asociación para el Bienestar de Tanganica, que con el tiempo se fusionó con la Asociación Africana de Tanganica, fundada en 1929. Nyerere recibió su diploma de enseñanza en 1947. Regresó a Tanganica y trabajó durante tres años en la Escuela Secundaria de Santa María en Tabora, hasta que obtuvo una beca del Gobierno británico para asistir a la Universidad de Edimburgo. Obtuvo una licenciatura en economía e historia en 1952. En Edimburgo conoció el movimiento fabiano y comenzó a desarrollar su visión socialista que luego aplicaría en Tanzania.

### Inicios en su carrera
A su regreso a Tanganica, Nyerere consiguió un puesto como profesor de Historia, Inglés y Kiswahili, en St. Francis College, cerca de Dar es-Salam. En 1953 fue elegido presidente de la Asociación Africana de Tanganica —TAA por sus siglas en inglés—, una organización civil liderada por funcionarios públicos con la que Nyerere había estado involucrado cuando era estudiante en la Universidad Makerere. En 1954 la TAA se transformó en la Unión Africana Nacional de Tanganica —TANU por sus siglas—, cuyo objetivo principal era lograr la independencia y soberanía de Tanganica. Se organizó una campaña para conseguir nuevos miembros, y en un año la TANU ya se encontraba prácticamente como líder de la organización política del país.
Las actividades de Nyerere atrajeron la atención de las autoridades y este se vio repentinamente obligado a elegir entre su trabajo como educador y sus nuevas actividades en la política. Más tarde afirmaría que fue «profesor por elección y político por accidente». Nyerere renunció a la enseñanza para dedicarse únicamente a la política, y desde entonces viajó por todo el país hablándole a la gente común y a los jefes tribales, con el fin de convencerlos de unirse a la organización y recibir apoyo para la independencia. También representó posteriormente a la TANU ante el Consejo de Administración Fiduciaria de las Naciones Unidas en Nueva York. Sus habilidades de oratoria lo ayudaron a alcanzar la meta de independizar el país sin necesidad de guerras o derramamiento de sangre alguno. La cooperación del entonces gobernador general Richard Turnbull también fue un factor para la independencia tanganica. En 1958, estuvo presente en Acra (Ghana) en la Conferencia Panafricana de los Pueblos organizada por el presidente Kwame Nkrumah.

## Creación de la nación tanzana
Nyerere entró en el consejo legislativo colonial tras las primeras elecciones generales entre 1958 y 1959 y fue elegido jefe de Gobierno tras unas nuevas elecciones al año siguiente. El 9 de diciembre de 1961, Tanganica obtuvo su independencia como dominio de la Mancomunidad británica de Naciones y Nyerere se convirtió en su primer ministro. El 9 de julio de 1962, Tanganica se convirtió en una república y Nyerere asumió como su primer presidente con el 99,2% de los votos. Un mes más tarde, Nyerere declaró que para promover los intereses de la unidad nacional y el desarrollo económico, la TANU sería ahora el único partido legal del país, convirtiendo a Tanganica en un Estado unipartidista, aunque técnicamente ya lo había sido desde la proclamación de la República. Para celebrar el primer año de independencia, Nyerere tradujo La tragedia de Julio César de William Shakespeare al suajili como regalo para su nación.
El 12 de enero de 1964 ocurrió la revolución de las islas de Zanzíbar y Pemba, que derrocó al sultán Jamshid bin Abdullah y estableció un régimen republicano. Nyerere fue una figura clave en la unión entre Zanzíbar y Tanganica para formar la actual República Unida de Tanzania. Inicialmente, John Okello, líder de tal revolución, pretendía unificar Zanzíbar con Kenia, por lo que Nyerere, nervioso por un motín fallido del Ejército tanganico, se aseguró de que a Okello no se le permitiera volver a Zanzíbar después de una visita al continente.
Reivindica la unidad africana: «Sin unidad, los pueblos de África no tienen futuro, excepto como víctimas perpetuas y débiles del imperialismo y la explotación». En esta perspectiva, está tratando de convencer a los líderes de Uganda, Kenia y Zanzíbar de que unan sus fuerzas con Tanganica para construir una federación única. Al observar los disturbios en algunos países recientemente independizados, particularmente en el Congo, Nyerere comenzó a reflexionar sobre el papel del ejército. La influencia a veces excesiva de los jóvenes ejércitos africanos en la política nacional y su incapacidad para luchar contra las intrusiones de las grandes potencias le llevaron a hacer campaña a favor de la construcción de un ejército común a los países africanos.

## Presidencia

### Política económica

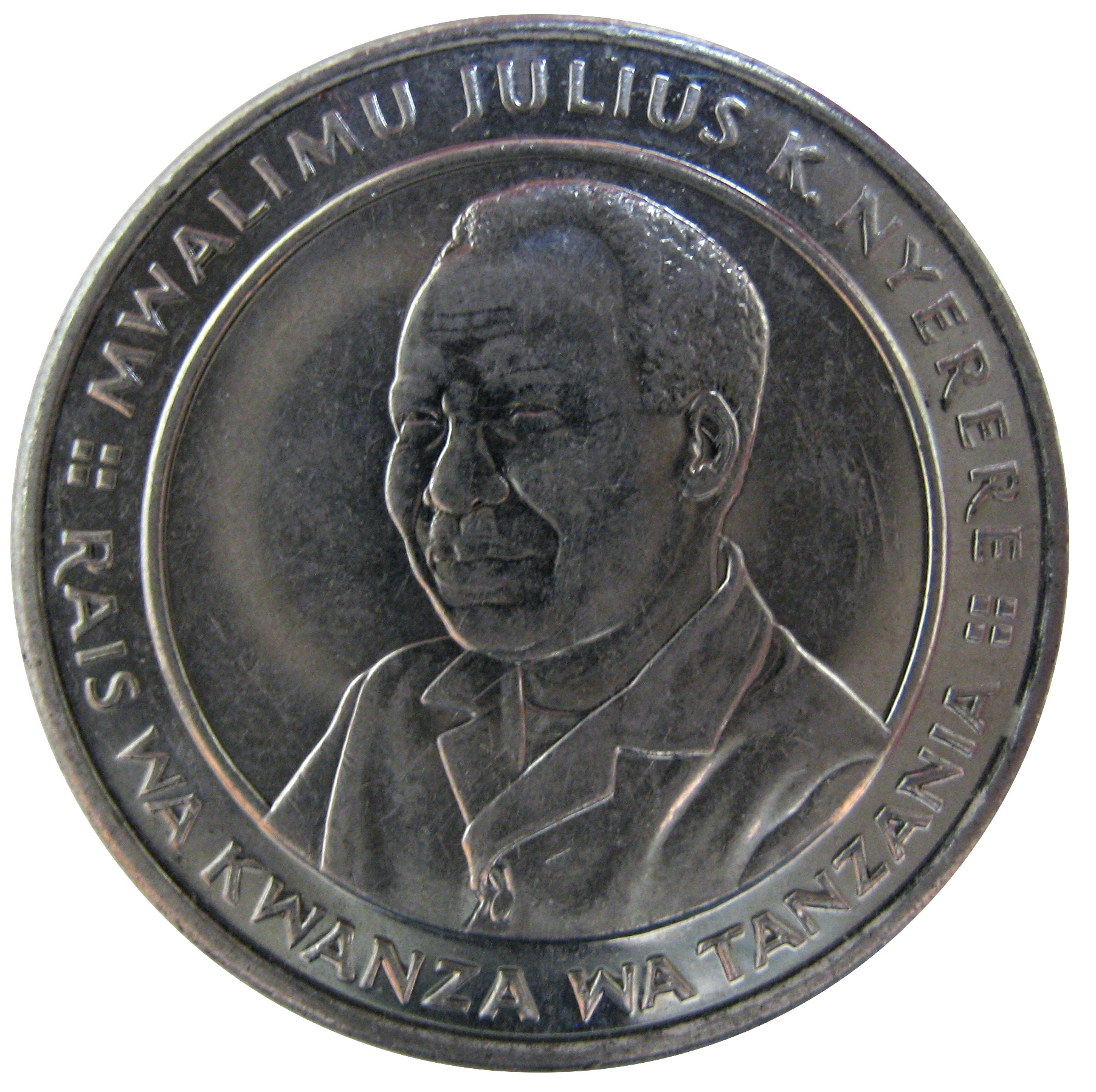
Moneda de 10 centavos de chelín tanzano con la imagen de Nyerere.

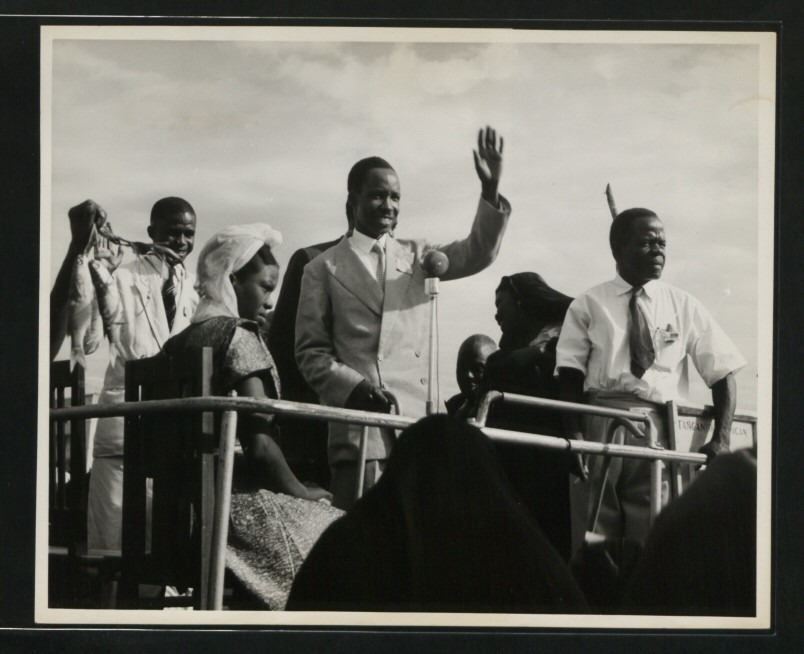
Julius Nyerere en 1969.

Finalmente el 29 de octubre de 1964 se creó la República Unida de Tanzania, con Nyerere como presidente. Una vez en el poder, Nyerere emitió la «Declaración de Arusha», que pidió la aplicación de un programa económico influenciado en las ideas socialistas africanas. También estableció estrechos vínculos con la República Popular China de Mao Zedong, e introdujo una política de colectivización en el sistema agrícola del país, conocida como Ujamaa, palabra suajili para referirse a la hermandad o a la familia. Para 1967 las nacionalizaciones transformaron al Gobierno tanzano en el mayor empleador del país. El Estado se expandió rápidamente en prácticamente todos los sectores. Estaba involucrado en todo, desde el comercio minorista a la exportación e importación del comercio. 
La colectivización se aceleró en 1971. Debido a que gran parte de la población rechazó la misma, Nyerere utilizó las fuerzas policiales para transferir forzosamente a la mayoría de la población a granjas colectivas. Una cantidad sustancial de la riqueza del país —en forma de estructuras y espacios como campos y árboles frutales—, fueron destruidos o abandonados por la fuerza. La mayor parte de la ganadería se perdió, fue robada, o los animales se enfermaban y morían. En 1975, el Gobierno emitió el «Programa Ujamaa» para enviar al pueblo sonjo al norte de Tanzania desde sitios compactos con poca agua hasta lugares con mayor fertilidad donde pudieran trabajar. Nuevas aldeas fueron construidas para cosechar cultivos y criar ganado más fácilmente. La producción de té y clavos se convirtió en clave para la subsistencia de los agricultores tanzanos en la década de 1970. Desde 1974, los programas Ujamaa y la Asociación para el Desarrollo Internacional (AIF) trabajaban juntos. La AIF financió proyectos para educar a los agricultores en el cultivo del té. De tener solo tres toneladas de té producidas en 1964, fueron producidas 2100 toneladas en 1975. Otro ejemplo de los mayores cultivos de Tanzania es el tabaco, convirtiéndose el país en el tercer mayor fabricante de tabaco de África en 1976.

### Política exterior

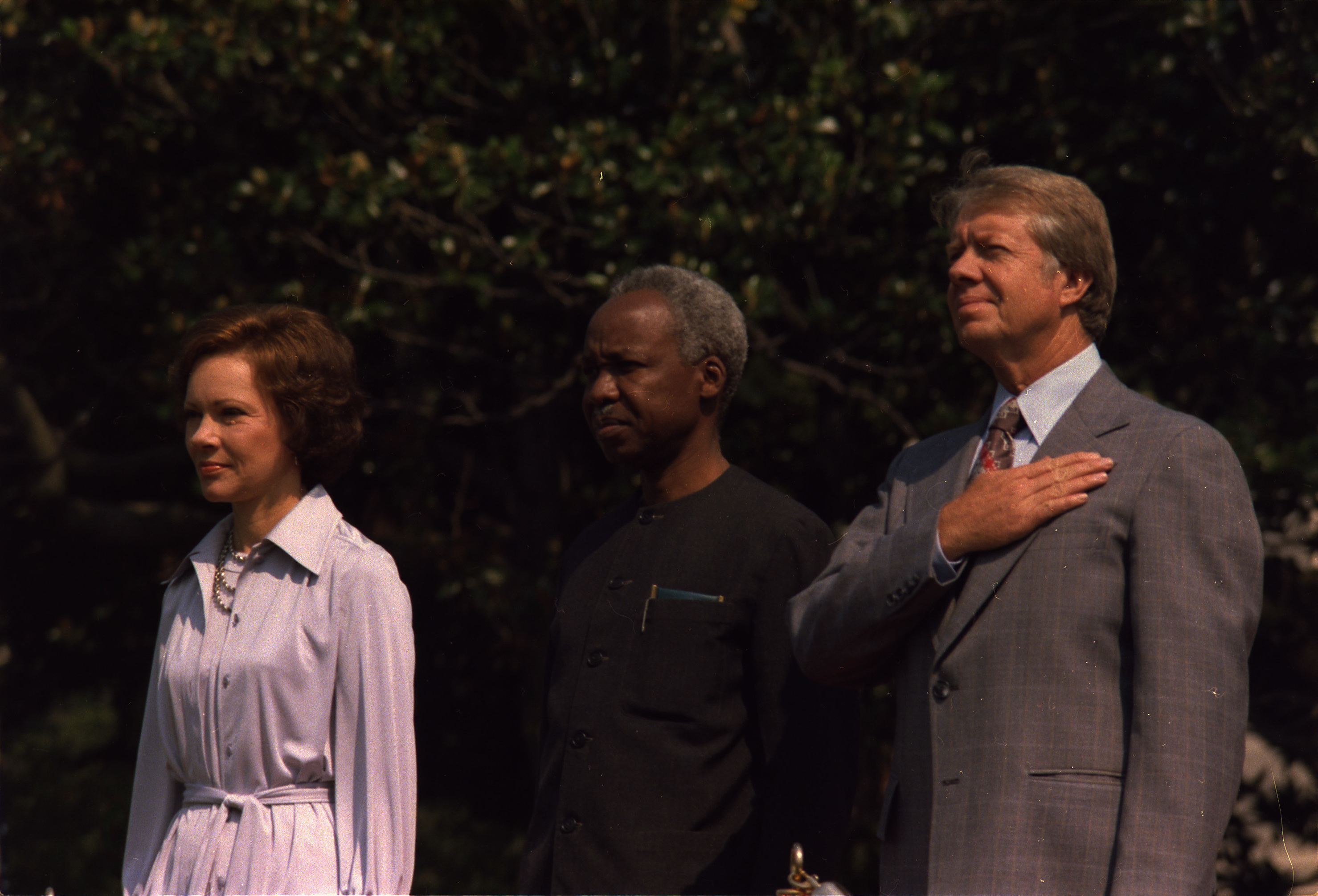
Nyerere (centro) con el Presidente de los Estados Unidos Jimmy Carter (derecha) y la primera dama Rosalynn Carter, en 1977.

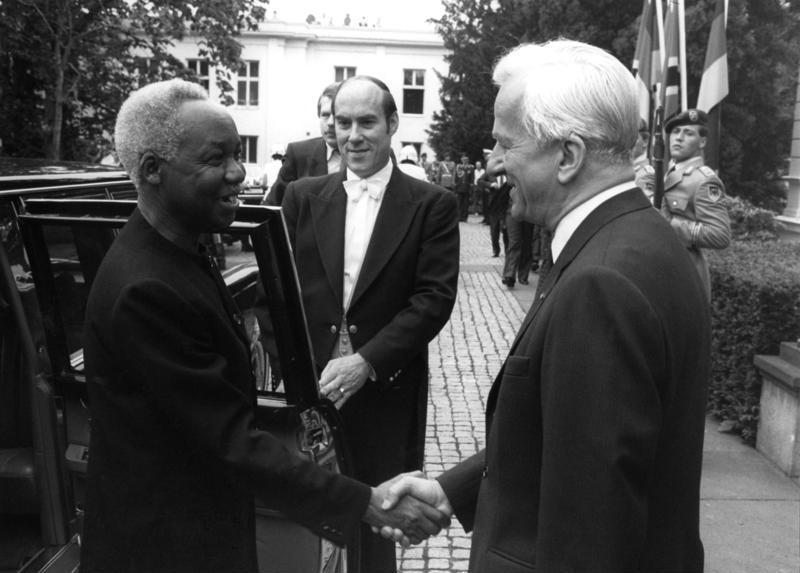
Nyerere con el entonces presidente de la República Federal Alemana Richard von Weizsäcker en 1985.

La política exterior durante el Gobierno de Nyerere hizo hincapié a la no alineación durante la Guerra Fría y bajo su liderazgo Tanzania disfrutó de buenas relaciones con la República Popular China y la Unión Soviética, así como con Estados Unidos y los países del bloque occidental, aunque Nyerere se puso del lado de China en la rivalidad sino-soviética. Reconoció a la República de Biafra durante su independencia de Nigeria, siendo Tanzania uno de los cinco países en reconocer al efímero Estado, junto a Gabón, Haití, Costa de Marfil, y Zambia. Esto fue motivo de críticas, ya que esto podría haber provocado problemas en sus relaciones con el país anteriormente mencionado. Biafra volvería a ser parte de Nigeria en 1970, tras la Guerra de Biafra. 
Nyerere, junto con varios otros líderes panafricanistas, fundó la Organización para la Unidad Africana en 1963. Nyerere apoyó a varios grupos militares, incluyendo el Congreso Nacional Africano (ANC), y el Congreso Panafricanista (PAC) de Sudáfrica, el FRELIMO cuando trató de derrocar el dominio portugués sobre Mozambique, el MPLA cuando trató de derrocar el dominio portugués en Angola, y el ZANLA en su guerra contra el gobierno de Ian Smith en Rodesia. Desde mediados de la década de 1970 en adelante, junto con el presidente Kenneth Kaunda de Zambia, Nyerere fue uno de los líderes de la Línea del Frente, que hacía campaña en apoyo de los gobiernos de mayoría negra en el sur de África.
Al mismo tiempo, las relaciones con los países occidentales se deterioraron; en 1965 Tanzania rompió las relaciones con el Reino Unido y expulsó a las tropas británicas del país en respuesta al apoyo de Londres a un régimen segregacionista en Rodesia, mientras que Alemania Occidental rompió sus propias relaciones con Tanzania tras la apertura de una embajada de Alemania Oriental en el país. La ayuda económica concedida por algunos países occidentales fue cortada
Nyerere también fue clave en el golpe militar de Seychelles en 1977 que depuso el Gobierno de James Mancham e instaló un régimen de carácter socialista que duraría hasta 1993, aunque el país no se democratizaría hasta 2004. A pesar de las dificultades económicas, el país está en paz y recibe a muchos refugiados de países vecinos en guerra o huyendo del régimen de Amin Dada en Uganda. Nyerere se niega a que la política de africanización de la administración favorezca únicamente a los tanzanos y permita el acceso de los extranjeros a los empleos públicos. Muchos también obtienen la nacionalidad tanzana, incluidos los refugiados blancos.

### Influencia social
A finales de 1960, Nyerere penalizó formas «decadentes» de la cultura, incluyendo la música contestataria, películas y revistas no aprobadas, minifaldas y pantalones ajustados. Durante una entrevista, Nyerere comentó que la homosexualidad era «ajena» a África y, por lo tanto, los homosexuales allí no podían protegerse de la discriminación. Esa parte de la entrevista fue posteriormente cortada. Sin embargo, aunque los actos sexuales entre personas del mismo sexo eran ilegales, la persecución a los homosexuales en Tanzania durante el mandato de Nyerere sucedía muy rara vez.

### Guerra Uganda-Tanzania
Las relaciones entre Tanzania y la República de Uganda (independizada en 1962), habían sido tensas desde la llegada del dictador Idi Amin al poder en 1971. Nyerere dio refugio al presidente ugandés derrocado Milton Obote, así como a varios refugiados de la oposición a Amin. Un año más tarde, un grupo de refugiados intentó invadir Uganda desde Tanzania para derrocar a Amin, sin éxito. A principios de octubre de 1978, tropas disidentes emboscaron a Amin en su residencia presidencial en Kampala, pero escapó con su familia en helicóptero. Para entonces, los allegados de Amin se habían reducido drásticamente.

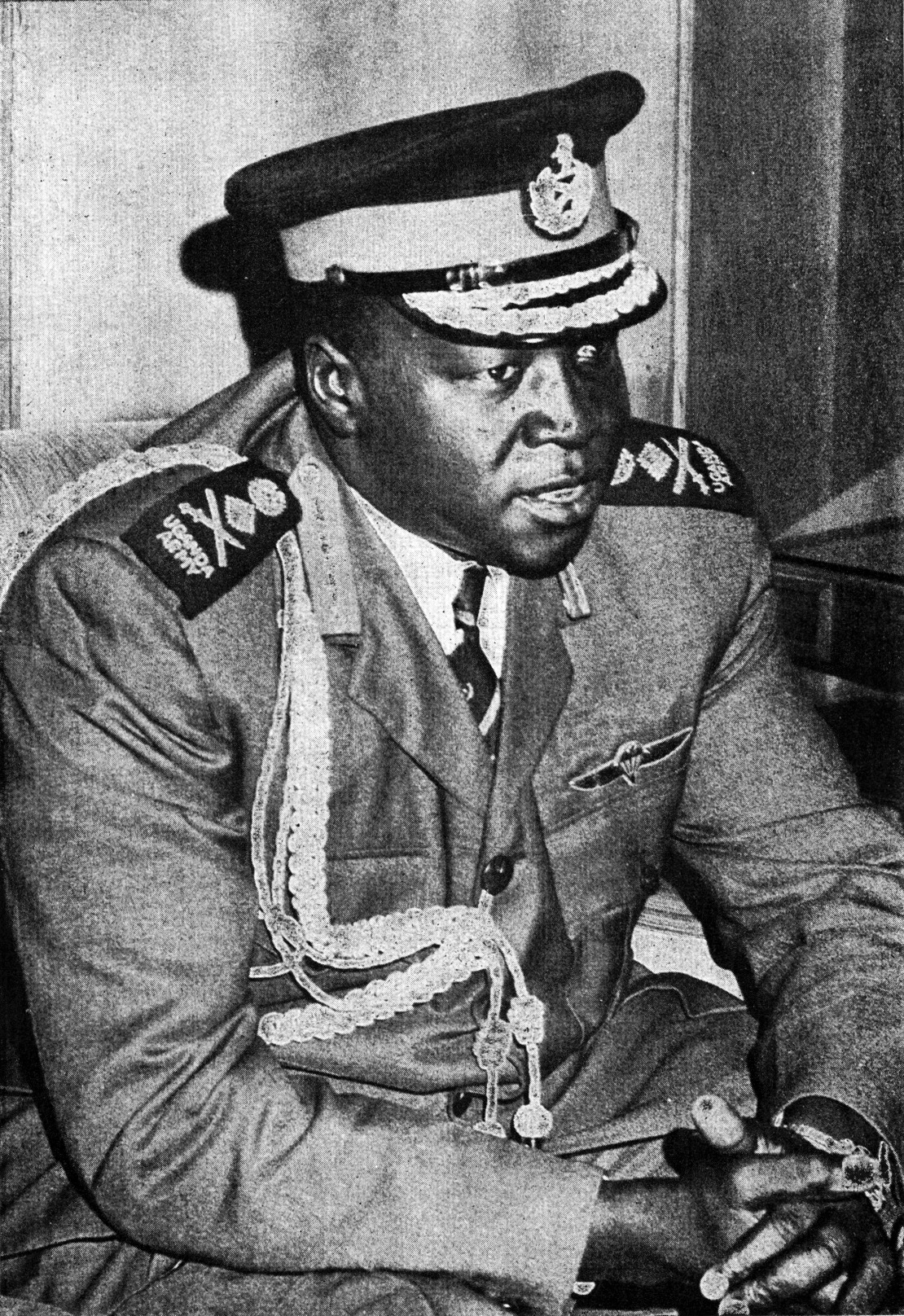
Idi Amin Dada, dictador de Uganda entre 1971 y 1979.

Cuando el general Mustafa Adrisi, vicepresidente de Amin, fue herido en un accidente de coche sospechoso, las tropas leales a Adrisi —y otros soldados que estaban descontentos por otras razones— se amotinaron. Amin envió tropas contra los amotinados —que incluía miembros de la élite del Batallón Simba—, algunos de los cuales habían huido a través de la frontera con Tanzania. La rebelión se extendió a Tanzania, donde los exiliados comenzaron la lucha contra las fuerzas de Amin. En respuesta, Amin declaró el estado de guerra a Tanzania, y envió tropas a anexar la región de Kagera bajo la excusa de que era parte de Uganda.
La Fuerza Popular para la Defensa de Tanzania (Tanzania People's Defence Force, TPDF) era en esas fechas un Ejército profesional entrenado por oficiales británicos y con equipo británico y del Ejército Rojo, aunque era más pequeño que el ugandés. Para compensar esta desventaja en el curso de las primeras semanas se añadieron como reservas a policías, gendarmes, guardias nacionales y milicias de voluntarios. Adicionalmente se les sumó una alianza de los ugandeses exiliados en Tanzania, el Frente Nacional para la Liberación de Uganda (Uganda National Liberation Front, UNLF) y su brazo armado, el Ejército Nacional para la Liberación de Uganda (Uganda National Liberation Army, UNLA) al mando de Tito Okello, Yoweri Museveni y Obote. El Ejército de Amin estaba debilitado, no solo por el motín de los Simba sino también por las purgas de oficiales competentes de origen acholí y lango. Sus tropas estaban mal entrenadas, equipadas, vestidas y abastecidas. En muchos lugares las tropas del UPA preferían dedicarse a saquear pueblos que a luchar y al llegar sus enemigos preferían huir. De esta manera los ugandeses retrocedieron al norte hacia Kampala rápidamente.
El coronel Muamar el Gadafi de Libia, aliado cercano de Amin, se enteró de que el TPDF estaba avanzando desde el sur hacia Kampala y Entebbe, las mayores ciudades de Uganda, y envió algunos miles de soldados libios a ayudar en su defensa. El frente se estancó en el pantano de Lukaya, un área de difícil paso, el 10 de marzo de 1979 la 201.ª Brigada del TPDF intentó cruzarlo por una carretera que lo pasaba por la zona suroeste pero los libios la repelieron. Pero dos días después las brigadas 201.ª y 208.ª lanzaron un ataque conjunto que forzó a los libios a retroceder. Lo peor fue que las tropas de la UPA se dedicaron a retroceder saqueando las zonas dejando a los libios el trabajo de contener el avance tanzano. Tras esta batalla el TPDF avanzó casi sin oposición y a inicios de abril tomó Entebbe, aislando a Amin en la capital. El 10 de abril cayó Kampala y en la siguiente jornada Amin logró huir a su provincia natal del Nilo Occidental (West Nile) supuestamente para reunir tropas con que resistir, aunque en realidad tras llegar ahí escapó a Libia y finalmente a Arabia Saudí, donde se afincaría hasta su muerte en 2003.

## Actividad pospresidencial y últimos años
Nyerere anunció que se retiraría tras las elecciones presidenciales de 1985, dejando al país para entrar en una era de libre mercado (una de las imposiciones del Fondo Monetario Internacional por los préstamos), bajo la dirección de Ali Hassan Mwinyi, su sucesor. Nyerere fue instrumental para poner tanto Mwinyi como a Benjamin Mkapa en el poder. Se mantuvo como presidente de su partido hasta 1990, siendo recordado como el padre de la nación. No hubo elecciones multipartidistas en Tanzania hasta 1995. Nyerere dejó Tanzania como uno de los países más pobres, menos desarrollados y dependiente de la ayuda de países extranjeros de todo el mundo. Sin embargo, el desarrollo social durante el gobierno de Nyerere fue notable. La esperanza de vida subió de 43 años en 1960 hasta 52 en 1985, llegando finalmente a 60 en la actualidad. La mortalidad infantil se redujo. Hubo una alfabetización del 85 % y 3,7 millones de niños inscritos en la escuela primaria.
Durante la celebración de las segundas elecciones multipartidistas del país en 1995 (siendo las primeras las de 1964), Nyerere tuvo la suficiente influencia para bloquear la nominación de Jakaya Kikwete, citando que era «demasiado joven» para la presidencia del país. No se opuso cuando su partido abandonó el monopolio del poder en 1992. También se desempeñó como presidente de la Comisión Internacional del Sur Independiente (1987-1990). Una de sus últimas actividades políticas fue ser el principal mediador del conflicto de Burundi en 1996.
Falleció de leucemia el 14 de octubre de 1999 en Londres, a la edad de 77 años.

## Causa de beatificación y canonización
En el año 2005 la Iglesia católica inició los trámites para su futura beatificación y canonización. Ya a la muerte de Nyerere, el cardenal Polycarp Pengo aseguró, en la homilía de su  funeral de Estado, que 

«fue hijo de la Iglesia y tendrá su lugar en el Paraíso».

Sus restos reposan en el cementerio de su pueblo natal, Boutiama, cercano al Lago Victoria.
El inicio del proceso de beatificación se celebró el 21 de enero, aniversario del matrimonio entre Julius y Maria Nyerere. El proceso del Siervo de Dios está bajo la dirección del obispo de Musoma y el postulador de la causa es el padre Wojciech Koscielniak.
El padre John Civille, de la Archidiócesis de Cincinnati (Ohio, EE. UU.) y el padre Laurenti Magesa son los dos teólogos censores que colaboran en el proceso.
Entre las frases memorables de Nyerere, una de las más bellas es: 

«Desearía encender una candela y ponerla en la cumbre del monte Kilimanjaro para que ilumine hasta más allá de nuestras fronteras, dando esperanza a los que están desesperados, poniendo amor donde hay odio, y dignidad donde antes sólo había humillación»
Julius Nyerere

## Publicaciones
- Freedom and Unity (Uhuru na Umoja): A Selection from Writings & Speeches, 1952–1965  (Oxford University Press, 1967)
- Freedom and Socialism (Uhuru na Ujama): A Selection from Writings & Speeches, 1965–1967 (Oxford University Press, 1968)
- Freedom and Development (Uhuru Na Maendeleo): A Selection from the Writings & Speeches, 1968-73 (Oxford University Press, 1974)
- Ujamaa — Essays on Socialism (1977)
- Crusade for Liberation (1979)
- Julius Kaisari (trad. de Julius Caesar de William Shakespeare)
- Mabepari wa Venisi (trad. de The Merchant of Venice de William Shakespeare)